# Вельге-Мілицькі
Вельге-Мілицькі (пол. Wielgie Milickie, нім. Wielgy) — село в Польщі, у гміні Мілич Мілицького повіту Нижньосілезького воєводства.
Населення — 133 особи (2011).
У 1975-1998 роках село належало до Вроцлавського воєводства.

## Демографія
Демографічна структура станом на 31 березня 2011 року:
|          | Загалом | Допрацездатний вік | Працездатний вік | Постпрацездатний вік |
| -------- | ------- | ------------------ | ---------------- | -------------------- |
| Чоловіки | 72      | 22                 | 46               | 4                    |
| Жінки    | 61      | 13                 | 32               | 16                   |
| Разом    | 133     | 35                 | 78               | 20                   |